# فولسوم، نیوجرسی
فولسوم (به انگلیسی: Folsom) شهری در ایالت نیوجرسی کشور ایالات متحده آمریکا است که جمعیت آن در سرشماری سال ۲۰۱۰ میلادی، ۱٬۸۸۵ نفر بوده‌است.